# Monarchen des alten Serbien
Der Artikel Monarchen des alten Serbien bietet einen Überblick über die serbischen Herrscher vom frühen Mittelalter bis zur osmanischen Eroberung.

## Das frühe Serbien
Die erste Dynastie, die Serbien einigermaßen selbständig regierte, ging auf Vlastimir, Sohn des Prosigoj zurück, weswegen diese Dynastie als die der Vlastimirović genannt wird. Diese wiederum stammte möglicherweise von den ersten frühen Anführern, unter denen die Serben die Balkanhalbinsel besiedelten. Doch diese Anführer oder Gespane der Serben sind bis heute nicht näher bekannt. Spätere Überlieferungen nennen folgende Župane:
- Ein serbischer Archont wird genannt, der die serbischen Stämme zur Zeit der großen Völkerwanderung in Europa und Besiedelung Südosteuropas während der Herrschaft des byzantinischen Kaisers Herakleios (610–641) anführte. Dieser Archont soll bis etwa 680 gelebt haben.

Nach den Berichten des byzantinischen Kaisers und Historikers/Chronisten Konstantin VII. Porphyrogennetos im 10. Jahrhundert regierten vor Vlastimir:
- Višeslav (Großenkel des nicht näher genannten ersten Archonten), um 780
- Radoslav (Sohn des Višeslav)
- Prosigoj (Sohn des Radoslav)

### Vlastimirović (ca. 825–950)
- Vlastimir (um 825–860)
- Mutimir (um 860–890), teilte sich die Herrschaft über Serbien mit seinen Brüdern Strojimir und Gojnik
- Strojimir (um 860–890), Mitregent unter Mutimir, ließ den ersten Staatsstempel eines unabhängigen Serbien anfertigen
- Gojnik (um 860–890), Mitregent unter Mutimir
- Prvoslav (891–892)
- Petar Gojniković (um 892–917)
- Pavle Branović (um 917–921), Vasall Bulgariens
- Zaharije Prvosavljević (921–924)

924-927 Serbien unter Bulgarischer Herrschaft
- Časlav Klonimirović (um 927–950)

## Dioklitien/Zeta
Nachdem Serbien von den Ungarn verwüstet wurde, stand es zwischen 950 und 1050 unter der Herrschaft von Byzanz. Infolge bulgarischer und ungarischer Verwüstungen flüchteten serbische Stämme bis Kroatien und Griechenland, doch die meisten suchten Schutz und Sicherheit in den Berggegenden der Herzegowina und Montenegros, wo sich auch der politische Schwerpunkt der Stämme verlagerte. Um 1040 wurde Stefan Vojislav byzantinischer Archont für die Duklja, zu Deutsch Dioklitien, dem heutigen südlichen Montenegro und nördlichen Albanien.

### Vojisavljević (ca. 1040–1131)
- Stefan Vojislav (um 1040–1052)
- Mihailo Vojisavljević, Groß-Župan (1052–1077) und König (1077–1081)
- Konstantin Bodin (1082–1106)
- Dobroslav (um 1106)
- Kočapar (zwischen 1101 und 1114)
- Vladimir (zwischen 1101 und 1114)
- Đorđe Vojisavljević (1114–1118 und 1125–1131)

## Raszien

### Urošević (ca. 1080/1118–1165)
Die Dynastie der Urošević ging auf die Župane Uroš I. und Uroš II., unter deren Regierung Raszien eine gewisse Unabhängigkeit von Byzanz erlangte.
- Vukan (um 1080–1114)
- Uroš I. (um 1118–1140)
- Uroš II. (um 1140–1161)
- Desa (um 1161–1165)

Den Urošević folgt Tihomir
- Tihomir (1165–1167)

### Nemanjiden (Nemanjić) (1167–1371)
- Stefan Nemanja (1167–1196)
- Stefan Nemanjić (1196–1227)
- Stefan Radoslav (1227–1234)
- Stefan Vladislav (1234–1243)
- Stefan Uroš I. (1243–1276)
- Stefan Dragutin (1276–1282)
- Stefan Uroš II. Milutin (1282–1321)
- Stefan Uroš III. Dečanski (1321–1331)
- Stefan Uroš IV. Dušan (1331–1355)
- Stefan Uroš V. (1355–1371)

### Lazarević (1371–1427)
- Lazar Hrebeljanović (1371–1389)
- Stefan Lazarević (1389–1427)

### Branković (1427–1459)
Als serbische Fürsten in Ungarn bis 1502.
- Đurađ Branković (1427–1456), Sohn Vuk Brankovićs und Neffe Stefan Lazarevićs

Đurađ Branković hatte ursprünglich nur über Teile des Kosovo und Nordmazedonien die Herrschaft, musste dann aber die Oberhoheit seines Onkels Stefan Lazarević akzeptieren. Da sein Onkel ohne Nachkommen verstarb, wurde Đurađ Branković zum Nachfolger bestimmt. Er baute Smederevo als letzte serbische Hauptstadt, nachdem er Belgrad den Ungarn überlassen musste. Die osmanische Bedrohung war nicht mehr aufzuhalten.
- Lazar Branković (1456–1458), Sohn des Đurađ Branković
- Stefan Branković (1458–1459), Sohn des Đurađ Branković

Nach dem Abtreten des letzten Branković blieb diese Dynastie weiter bestehen, und als König Matthias Corvinus das serbische Fürstentum in Ungarn erneuerte, wurden die Branković als serbische Fürsten wie auch als Herren (des von Osmanen besetzten) Serbien und der Donauländer anerkannt. Siehe Serben der Vojvodina.

## Zeta

### Balšić (ca. 1360–1421)
- Balša I. (1360–1385), herrschte mit seinen Söhnen Stracimir, Đurađ und Balša II. in Dioklitien oder Zeta (Südmontenegro und Nordalbanien).

Mit dem Zerfall des serbischen Zarenreiches und dem Ableben des letzten Nemanjiden beanspruchten Balša I. und seine Söhne die serbische Königskrone und erklärten sich selbst zu Königen von Serbien, dieser Herrschaftsanspruch wurde ihnen jedoch von den anderen Fürsten nicht anerkannt.
- Đurađ II. Stracimirović (ca. 1385–1403), Sohn des Stracimir

War mit einer Tochter des serbischen Fürsten Lazar Hrebeljanović verheiratet. Die Osmanen eroberten Skadar (albanisch Shkoder), die wichtigste Stadt in seinem Herrschaftsgebiet. Zwar eroberte Đurađ II. Skadar zurück, doch überließ er diese den Venezianern im Glauben eines Bündnisses mit Venedig.
- Balša II. Stracimirović (1403–1421), Sohn von Đurađ II. Stracimirović

War in kriegerischen Auseinandersetzungen mit Venedig verstrickt, das nun die serbische Küste zu gewinnen versuchte. Balša II. ordnete, dass nach seinem Tode die Zeta von seinem Onkel Stefan Lazarević regiert werden sollte. So kam die Zeta 1421 wieder zu Raszien.
- Balša III.

## Zeta/Montenegro

### Crnojević (1465/81–1528)
Die Crnojević im heutigen Montenegro tauchen erstmals in der Bruderschaft der Đuraković bei Cetinje. Unter der Dynastie der Branković gewannen sie immer mehr Einfluss in Zeta und wurden von den Branković als Statthalter, Kapitäne, der Zeta eingesetzt. Mit dem Fall Serbiens 1459 war anfangs auch die Lage der Crnojević unklar, doch wurden sie schließlich von den Osmanen als deren Vasallen in Zeta wieder eingesetzt. Die Crnojević übernahmen in weiterer Folge alle Staatstribute des alten Serbiens, als Wappen den doppelköpfigen Adler der Nemanjiden wie auch den Löwen der Branković, die bis heute Staatssymbole Montenegros geblieben sind. Unter den Crnojević tauchte erstmals die Bezeichnung Montenegro für die Zeta auf. Montenegro oder die Schwarzen Berge, serbisch Crna Gora, mag vielleicht auch eine Anspielung auf den Nachnamen der Crnojević gewesen sein, das etwa die Schwarzen bedeutet. Wobei allerdings das Gebirge um Cetinje, wohin die Crnojević ihren Herrschaftssitz verlegten, schon im 14. Jahrhundert als Crna Gora bezeichnet wurde.
- Ivan I. Crnojević (1465/1481–1490)

Nach dem Fall Serbiens musste auch Ivan I. Crnojević nach Venedig fliehen, doch kehrte er zurück und konnte als osmanischer Vasall 1481 die Herrschaft in der Zeta wieder antreten.
- Đurađ Crnojević (1490–1496), Sohn von Ivan I. Crnojević

Verlegte seinen Herrschaftssitz nach Cetinje, das fortan montenegrinische Hauptstadt wurde. Nach Cetinje wurde ebenfalls der Sitz des serbisch-orthodoxen Erzbischofs für die Zeta verlegt, der sich die nächsten Jahrhunderte als Erzbischof von Cetinje nannte. Während der Herrschaft von Đurađ Crnojević wurde im Kloster Obod 1493 die erste serbische Buchdruckerei gegründet, die überhaupt die erste slawische, südosteuropäische wie auch orthodoxe Buchdruckerei war. Đurađ Crnojević selbst dankte 1496 ab. Aufgrund osmanischer Bestrebungen, die Zeta zu annektieren, begann er 1501 einen Aufstand, musste sich aber den Osmanen ergeben.
- Stefan Crnojević (1496–1498), Sohn von Ivan I. Crnojević

Wurde von den Osmanen abgesetzt und eingekerkert.
- Ivan II. Crnojević bzw. Skenderbeg Staniša (1514–1528), Sohn von Ivan I. Crnojević :Nachdem Zeta bzw. Montenegro eine Zeit lang von den Osmanen direkt regiert wurde, konnte der dritte Sohn Ivan I. Crnojevićs als osmanischer Vasall Montenegro reorganisieren. Um das zu erreichen, trat er auch zum islamischen Glauben über und war auch bekannt als Skenderbeg Staniša.

## Syrmien, Banat, Batschka – Vojvodina
- Beloš, Sohn von König Uroš I. von Raszien, war Prinzregent Ungarns und herrschte somit über Nordserbien
- Géza II. war König von Ungarn und Sohn von Jelena, der Tochter König Uroš I. von Raszien
- Jovan Nenad, selbsternannter Kaiser Serbiens in der ersten Hälfte des 16. Jahrhunderts